# Pražský most (Plzeň)
Pražský most v Plzni je dvouobloukový kamenný most postavený pravděpodobně před rokem 1750. Jedná se o nejstarší dochovaný most ve městě.

## Historie
Na místě Pražského mostu stál původně most dřevěný, později částečně zděný s dřevěnou mostovkou. Před rokem 1750 došlo k jeho nahrazení kamenným mostem se dvěma klenbami (první vyobrazení jej dokládá až roku 1761). Most se zachoval v prakticky nezměněné podobě. Jedinou úpravou bylo roku 1879 rozšíření železnou konstrukcí ve směru proti vodě a doplnění železným zábradlím, které nahradilo dřívější lem z pískovcových bloků. Na mostě byla také instalována sochařská výzdoba.
Když byla roku 1922 Mlýnská strouha rušena, byly mostní oblouky ve směru proti vodě zazděny. Strouha byla z této strany zasypána na úroveň ulice, ale ze strany po vodě pouze do úrovně dřívější hladiny vody – z této strany je tedy most viditelný.
Roku 2010 byla celá lokalita (tzv. Plzeňské Benátky) rekonstruována do parkové úpravy a získala ocenění Park roku 2010.

## Popis
Most je dlouhý 24,2 m a široký 5,05 m, zasahuje tak svojí šířkou asi do poloviny dnešní (2019) komunikace. Most je pískovcový a má dva oblouky přibližně kruhového tvaru. Menší klenba má poloměr asi 4,5 m a větší asi 6,3 m. Mezi oblouky je pilíř tvaru nepravidelného osmibokého hranolu (viditelné jsou pouze 3 strany).
Most je lemován železným zábradlím zakončeným kovovým madlem.

## Sochařská výzdoba
Z původní sochařské výzdoby se na mostě dochovala jen socha Piety z roku 1750 od Antonína Hericha. V roce 1987 pak byla nahrazena kopií od Jaroslava Šindeláře.
Sochy Panny Marie a sv. Jana Nepomuckého téhož autora byly v roce 1850 přesunuty na tehdejší nově zbudovaný Saský most (po osvobození Plzně americkou armádou v roce 1945 přejmenovaný na Rooseveltův most).